# Camilla Kemp
Camilla Kemp ([kɐˈmiːlɐ], * 30. Januar 1996 in Cascais, Portugal) ist eine deutsche Surferin. Sie wurde 2023 deutsche Meisterin und qualifizierte sich 2024 für die Teilnahme an den Olympischen Sommerspielen.

## Werdegang
Kemp hat eine deutsche Mutter und einen niederländischen Vater. Sie wuchs zusammen mit einem älteren Bruder an der portugiesischen Atlantikküste in Cascais auf und besuchte die Deutsche Schule Lissabon. Ihr Homespot ist der Strand Praia do Guincho. Im Alter von zehn Jahren begann Kemp – dem Beispiel ihres Bruders folgend – mit dem Surfen. Nach eigener Aussage profitierte sie in ihrer sportlichen Entwicklung von den guten Bedingungen am Strand von Guincho mit kräftigem Wind und starken Wellen. Sie trat auf Wettkampfebene zunächst für Portugal an und wurde 2013 portugiesische Meisterin in der Altersklasse U18. Über mehrere Jahre startete sie international in der Qualifying Series der World Surf League. 2018 gehörte sie als amtierende nationale Meisterin zum portugiesischen Kader bei den ISA World Surfing Games in Tahara.
Ende der 2010er-Jahre löste sich Kemp aus dem portugiesischen Nationalkader und wurde in der Folge Teil des Deutschen Wellenreitverbands (DWV). Der DWV hatte systematisch weltweit Surferinnen und Surfer mit deutschem Pass rekrutiert, um mit Blick auf die olympische Premiere der Sportart 2021 ein konkurrenzfähiges Team aufzubauen. 2019 belegte Kemp hinter Frankie Harrer den zweiten Rang bei der deutschen Meisterschaft in der Open Class. Ein Jahr später wurde sie in den Perspektivkader im deutschen Nationalteam aufgenommen. Sie behielt ihren Lebensmittelpunkt in Portugal und trainierte dort auf dem Wasser, konnte aber ergänzend die Infrastruktur und etwa die physiotherapeutische Betreuung der Olympiastützpunkte in Deutschland nutzen. Den Wechsel nach Deutschland bezeichnete Kemp 2023 als wichtigen Schritt für ihre Karriere und hob dabei die finanzielle Förderung (durch den Verband und die Stiftung Deutsche Sporthilfe) sowie die Eingliederung ins deutsche Team hervor, die ihr einen Schub gegeben habe.
2021 qualifizierte sich Kemp zusammen mit Rachel Presti als erste deutsche Surferin für die Challenger Series der World Surf League (hochrangige Qualifikationsveranstaltungen für die Meisterschaftstour). Im September 2023 gewann sie ihren ersten deutschen Meistertitel. Bei der ISA World Surfing Games Anfang März 2024 in Arecibo erreichte Kemp den elften Platz und qualifizierte sich (wie Tim Elter bei den Männern) als deutsche Vertreterin für die olympischen Surfwettbewerbe 2024 in Teahupoʻo.
Neben ihrer Surfkarriere studiert Kemp (Stand 2023) in Teilzeit Sportmanagement. Ende 2023 wurde ein zehnminütiger Porträtfilm über ihr Leben (Camilla) veröffentlicht.